# Tom Lister jr.
Thomas Duane "Tom" Lister, Jr. (Compton (Californië), 24 juni 1958 – Marina del Rey, 10 december 2020) was een Amerikaans acteur en een professioneel worstelaar.
Hij was ook bekend onder de namen Tiny Lister, Thomas Lister, Jr., Tommy "Tiny" Lister, Jr. en Zeus, zijn worstelnaam.

## Biografie
Lister groeide op in Compton, een stad in het zuiden van Los Angeles County, Californië. Hij bleef ver weg van de beruchte Crips- en Bloods-bendes die in de stad de dienst uitmaakten, maar verdiepte zich in religie en had al jong interesse in acteren. Hij speelde korte tijd American football en debuteerde als acteur in de film Runaway Train uit 1985, waarin hij een kleine rol als bewaker had. In 8 Million Ways to Die speelde hij de lijfwacht van Moldonado (Andy García). Na rolletjes in Beverly Hills Cop II en Extreme Prejudice speelde hij in de film No Holds Barred uit 1989 Zeus, de tegenstrever van worstelaar Rip (Hulk Hogan). Hierna had hij onder diezelfde naam een korte carrière als worstelaar bij de WWF (World Wrestling Federation).
Na diverse worstelfilms en speelfilms (o.a. de cyborg GR55 in Universal Soldier) waarin hij telkens hetzelfde type van sterke bruut speelde en een kort worstelavontuur als Z-Gangsta bij de WCW (World Championship Wrestling), speelde hij in 1995 in de film Don Juan DeMarco, met johnny Depp en Marlon Brando. Hij begon zich te ontworstelen aan zijn stereotiepe lijfwacht/vechter/soldaat-imago en acteerde verdienstelijk in films als Friday (als Deebo), Things to Do in Denver When You're Dead, The Fifth Element (als president Lindberg) en Jackie Brown. Ook had hij gastoptredens in diverse televisieseries, waaronder Matlock, The Fresh Prince of Bel-Air, Walker, Texas Ranger, ER, NYPD Blue en Star Trek: Enterprise. In Enterprise speelt hij Klaang, de eerste Klingon die de mensheid ontmoet.
De laatste jaren speelde hij in films als Next Friday, Little Nicky (met Adam Sandler) en de derde Austin Powers-film Goldmember. Ook speelde hij in One Night with the King (2006) en Lady Samurai (2007) en verscheen kort in Bone Dry (2007). Ook speelde hij in The Dark Knight (2008), en sprak hij een stem voor de animatiefilm Zootopia (2016).
Lister was 1,98 meter lang en woog 136 kilogram. Hij was blind aan zijn rechteroog, wat bij zijn films werd gecamoufleerd met contactlenzen of computereffecten, behalve in de film Friday. Hij was sinds 2003 getrouwd met Felicia Forbes, en samen werkten ze met probleemjongeren door middel van lessen en fitnesstrainingen.
Hij werd in 2020 met het coronavirus besmet, dat hij overleefde. Hij werd dood gevonden na een kort ziekbed.